# فرودگاه ابماما آتول
فرودگاه ابماما آتول (به انگلیسی: Abemama Atoll Airport) یک فرودگاه همگانی با کد یاتا AEA است . این فرودگاه در کشور کیریباتی قرار دارد و در ارتفاع ۲ متری از سطح دریا واقع شده‌است.

## شرکت‌های هواپیمایی و مقصدهای پروازی
| شرکت‌های هواپیمایی | مقصدهای پروازی |
| ----------------- | -------------- |
| ایر کیریباتی      | بونریکی        |